# Sonia Natali
Sonia Natali (Prato, 1951. augusztus 17.– ) olasz énekesnő, aki a Sonia e le Sorelle nevű együttes alapító tagjaként kezdte pályáját az 1960-as évek derekán, alig 13 évesen. A triót két lánytestvérével, Nadia és Luana Natalival együtt hozták létre,  ötéves  közös működésük alatt elsősorban dallamos beat-, yé-yé és hully-gully stílusú számokat játszottak.
1967-től Sonia szólókarriert kezdett kiépíteni, bár a későbbiekben is gyakran kísérték a nővérei is. Szólistaként sikerre vitte Cher Mama című számának olasz változatát; szintén szólistaként vett részt a Festival delle Rose 1967-es rendezvényén a Gianni című számmal (Pino Donaggióval együtt), az 1968-as Festivalbaron a Cammino sulle nuvole című dallal, illetve az 1969-es sanremói Dalfesztiválon, ahol a Non c’é che lui című számot adta elő Armando Savinival.

## Diszkográfia

### Kislemezek aSonia e le Sorelletagjaként
- 1964: Se mi lascio baciar/Non ti accorgi di me (La voce del padrone, MQ 1906)
- 1964: Non sei più niente per me/Bianco, rosso, giallo, rosa (La voce del padrone, MQ 1941)
- 1965: Sulla sabbia c'era lei/Tutto quello che piace a me (La voce del padrone, MQ 1973)
- 1965: La ragazza può fare/No, ragazzo, no (La voce del padrone, MQ 2000)
- 1966: Lo faccio per amore/Un colpo di sole (La voce del padrone, MQ 2036)
- 1966: Un riparo per noi/Lo faccio per amore (La voce del padrone, MQ 2062)

### Kislemezek szólistaként
- 1967: Mama/Mondo mondo (La voce del padrone, MQ 2088)
- 1968: Gianni/Qui (La voce del padrone, MQ 2104)
- 1968: Cammino sulle nuvole/A scoltatemi (La voce del padrone, MQ 2126)
- 1968: Tanti auguri amore/Johnny guitar (La voce del padrone, MQ 2140)
- 1969: Non c'è che lui/Due mani, due ali (La voce del padrone, MQ 2153)

## Fordítás
- Ez a szócikk részben vagy egészben  a   Sonia (cantante italiana) című olasz Wikipédia-szócikk fordításán alapul.  Az eredeti cikk szerkesztőit annak laptörténete sorolja fel. Ez a jelzés csupán a megfogalmazás eredetét és a szerzői jogokat jelzi, nem szolgál a cikkben szereplő információk forrásmegjelöléseként.